# Европа (площад в Раковски)
Площад „Европа“ е централният площад на квартал „Секирово“ в град Раковски.

## История
Площадът започва да се формира след Чирпанското земетресение през 1928 г. с изграждане на новата сграда на храма и новата сграда на училище „Петър Парчевич“ (днес детска градина). През 1942 г., Общинският съвет на село Секирово решава да се построи нова сграда на Общината и тя е построена за една година до сградата на училището. От 1954 г. до 1961 г. селото е в една община със село Генерал Николаево. От 1956 г. до 1959 г. седалището на кмета на общата община Иван Райков се помещава в тази общинска сграда. През 1958-1959 г. започват процедурите по отчуждаване на имотите, които са се намирали северно от църквата (на площта на днешния площад и улица „Петър Богдан“). Събарянето на старите постройки приключва през 1967-1968 г.
Оформянето на площада е завършено с приемането в началото на 1970-те години на първия градоустройствен план на град Раковски и с изграждането на булевард „Раковски“, свързващ квартал „Секирово“ с квартал „Генерал Николаево“.
През 1974-1975 г. сградата на бившата Община на площада е ремонтирана и е построен третият й етаж. След това тя е използвана за младежки дом и читалище. През 1980-те години сградата е използвана от Районното управление на МВР, през 1993 г. в сграда е настанен клон на „Първа частна банка“, заменен по-късно с клон на ДСК.
През 1980-те години между площада и църквата е издигнат паметник на партизанина Петър Хамбарлийски. Паметникът е бил изработен от светлочервен камък с издълбан надпис - името и годините на раждане и смъртта му. След връщане на земята на църквата, паметникът е демонтиран.
През 2015 г. е извършен ремонт с формиране на кръгообразна декоративна площ по проект на консорциум „Урбан Груп“ с помощта на Местната инициативна група. От тогава площадът носи името „Европа“. На 12 септември 2020 г. във връзка с 60-годишния юбилей на родения в село Секирово (сега квартал на град Раковски) олимпийски шампион по бокс Петър Лесов и 40 години от олимпийската му титла, на площада е издигната триметрова статуя на боксьора, изработена от скулптора Живко Желев.
На площада е изградена многофункционална сцена, която се използва за различни културни мероприятия.

## Ежегодни фестивали
Всяка година на площада се провеждат следните фестивали:
- Международен фестивал „Кукове“
- Фолклорен фестивал „Слав Бойкин“
- Фестивал на селската кухня
- Лятно кино - „Пътуващо лятно кино с БНТ“

## Институции
На площада са разположени:
- Читалище „Петър Богдан Башев“
- Пощенска станция 4151
- Детска градина „Първи юни“
- Храм „Св. Архангел Михаил“
- Многофункционална сцена

Близо до площада са разположени:
- Бенедиктински манастир
- Многофункционална спортна площадка
- Търговски център „Оазис“
- Автогара

## Галерия
- Площадът и сградата на читалището през 2019 г.
- Статуята над фасадата на храм „Свети Архангел Михаил“, април 2019 г.
- Статуята на Петър Лесов, 12 септември 2020 г.
- Търговски център „Оазис“